# Eva Wacanno
Eva Wacanno (Weert, 6 februari 1991) is een voormalig tennisspeelster uit Nederland. Zij speelt rechtshandig.

## Loopbaan
Zij trainde bij de Kim Clijsters Academy. In 2013 week zij noodgedwongen uit naar Den Haag om in de competitie aan spelen toe te komen.
Wacanno won in 2014 in Mâcon haar eerste ITF-toernooi op het enkelspel. In datzelfde jaar speelde zij samen met Demi Schuurs haar eerste WTA-wedstrijd in Straatsburg. Ook werd zij Nederlands kampioen damesdubbelspel samen met Quirine Lemoine. In 2015 herhaalden zij deze prestatie.
Wacanno won 35 ITF-titels in het dubbelspel, de laatste in 2019 in Montpellier (Frankrijk), samen met Marina Melnikova. Haar hoogste notering op de WTA-ranglijst is de 120e plaats in het dubbelspel, die zij bereikte in april 2018.

## Posities op deWTA-ranglijst
Positie per einde seizoen:
| jaar | rang enkelspel | rang dubbelspel |
| ---- | -------------- | --------------- |
| 2010 | 1041           | 805             |
| 2011 | 610            | 538             |
| 2012 | 863            | 469             |
| 2013 | 531            | 312             |
| 2014 | 601            | 231             |
| 2015 | 418            | 265             |
| 2016 | 1078           | 218             |
| 2017 | –              | 137             |
| 2018 | –              | 123             |
| 2019 | –              | 297             |

## Palmares

### Gewonnen ITF-toernooien enkelspel
| nr. | finale     | toernooi | dotatie  | ondergrond | tegenstandster in finale | score         |
| --- | ---------- | -------- | -------- | ---------- | ------------------------ | ------------- |
| 1.  | 2014-02-23 | Mâcon    | $ 10.000 | hardcourt  | Harmony Tan              | 6-1, 7-6      |
| 2.  | 2015-01-24 | Aqtöbe   | $ 10.000 | hardcourt  | Polina Vinogradova       | 2-6, 6-4, 6-1 |

### Gewonnen ITF-toernooien dubbelspel
Stand per 2 mei 2022: 35 titels.